# 蹇彪
蹇彪（1964年5月—），男，满族，辽宁黑山人，中华人民共和国政治人物。桂林冶金地质学院地化勘察专业毕业，在职研究生学历。

## 生平
1984年7月至1988年7月，在桂林冶金地质学院地化勘察专业学习。1985年12月加入中国共产党。1988年7月参加工作，成为辽宁地质矿产研究所工作人员。1989年6月起，长期在沈阳市新城子区工作。
1998年2月，任新城子区副区长（其间：1999年8月至2001年12月，在中共辽宁省委党校经济管理专业读在职研究生）。2002年1月，任沈阳市农垦联合企业总公司党委书记、总经理，沈阳辉山农业高新技术开发区党工委书记、管委会主任。2003年7月，任沈阳市人民政府副秘书长（至2008年3月），沈阳辉山农业高新技术开发区党工委书记、管委会主任（至2006年6月）。2006年2月，兼任中共新城子区委副书记、代区长（至2006年11月）。2006年6月，兼任沈阳蒲河新城党工委副书记、管委会主任（至2008年3月）。2006年11月，兼任沈北新区区委副书记、代区长、区长。2008年3月，任沈阳市副市级干部、市政府党组成员，沈北新区区委书记、蒲河新城党工委书记。
2010年8月，任中共盘锦市委副书记，代市长（2011年1月，正式当选市长）。2013年2月，当选第十二届全国人民代表大会辽宁地区代表。2014年3月，任中共朝阳市委书记。
2021年5月，出任沈阳市政协党组副书记；2022年1月，当选为沈阳市政协副主席。